# Chemistry
Chemistry (с англ. — «химия») — третий альбом британской поп-группы Girls Aloud, основанной в 2002 году в ходе английского реалити-шоу Popstars. Диск выпущен в 2005 году на лейбле Polydor. Спродюсирован Брайаном Хиггинсом.

## Список композиций

### Standard UK Edition
1. Intro - 0:42

2. Models - 3:28

3. Biology - 3:35

4. Wild Horses - 3:23

5. See The Day - 4:04

6. Watch Me Go  - 4:05

7. Waiting  - 4:13

8. Whole Lotta History - 3:47

9. Long Hot Summer - 3:52

10. Swinging London Town  - 4:02

11. It's Magic - 3:22

12. No Regrets - 3:21

13. Racy Lacey - 3:06

### Bonus disc (limited Christmas edition)
1. I Wish It Could Be Christmas Everyday 

2. I Wanna Kiss You So

3. Jingle Bell Rock

4. Not Tonight Santa

5. White Christmas

6. Count The Days

7. Christmas Round At Ours

8. Merry Xmas Everybody

## Позиции вчартах
| Чарты (2005)                              | Место позиция | Статус  |
| ----------------------------------------- | ------------- | ------- |
| Великобритания                            | 11            | платина |
| Европейский чарт (Billboard)              | 14            |         |
| Ирландия                                  | 31            | платина |
| ВеликобританияARIA Hitseekers Album Chart | 12            |         |
| Великобритания (конец 2005)               | 74            |         |

## Над альбомом работали

### Авторы
- Girls Aloud
- Миранда Купер
- Брайан Хиггинс
- Лиза Коулинг
- Тим Пауэлл
- Элисон Кларксон

### Состав
- Шерол Коул
- Кимберли Уолш
- Сара Хардинг
- Николя Робертс
- Надин Койл